# Барон Денман

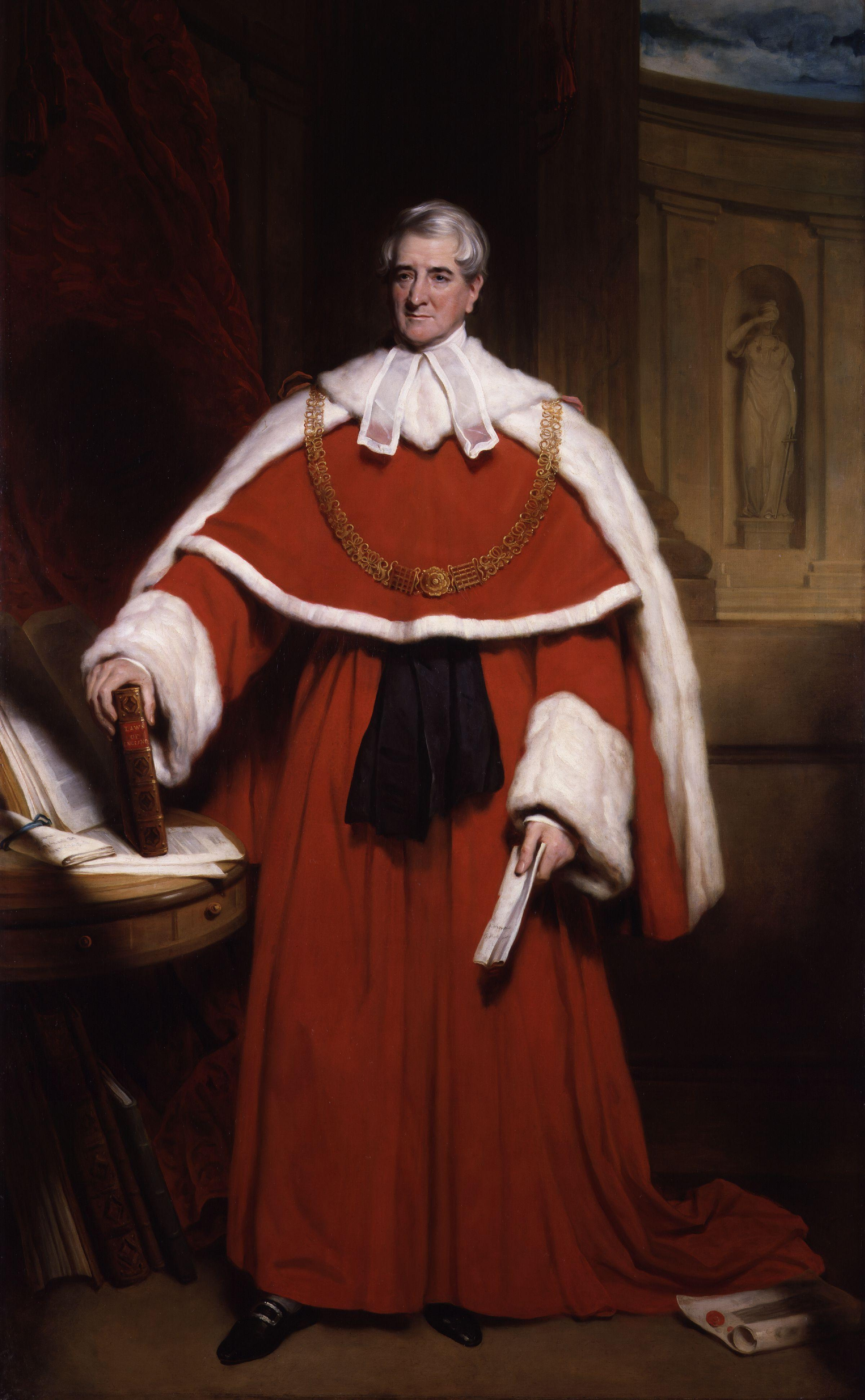
Томас Денман, 1-й барон Денман (1779—1854)

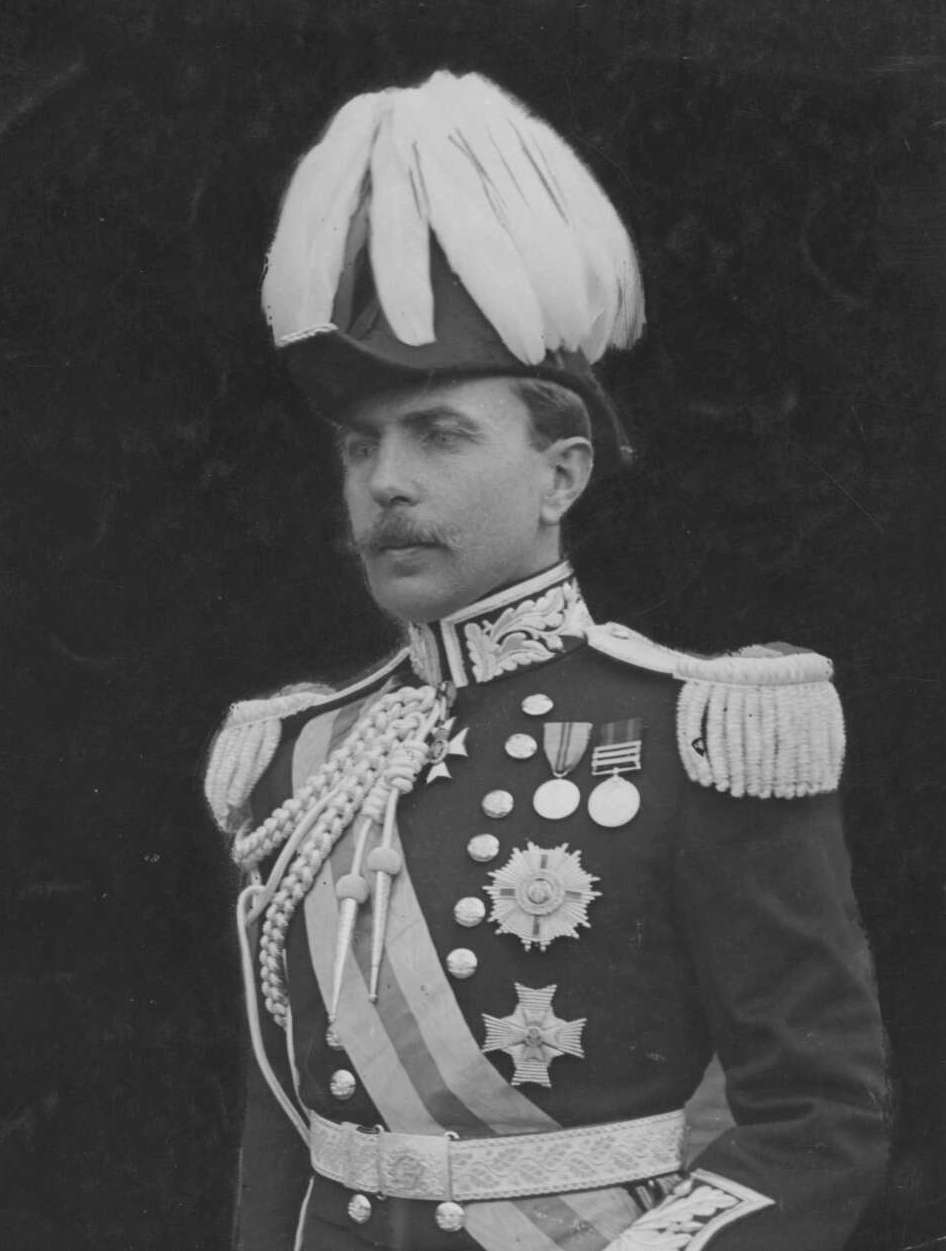
Томас Денман, 3-й барон Денман (1874—1954)

Барон Денман (англ. Baron Denman) из Давдейла в графстве Дербишир — наследственный титул в системе Пэрства Соединённого королевства.

## История
Титул барона Денмана был создан 28 марта 1834 года для известного адвоката, судьи и политика-вига Томаса Денмана (1779—1854). Он был депутатом Палаты общин от Уэрхэма (1818—1820) и Ноттингема (1820—1826, 1830—1832), а также занимал должности генерального атторнея Англии и Уэльса (1830—1832), лорда главного судьи Англии и Уэльса (1832—1850) и временного канцлера казначейства (1834). Его сын, Томас Э́йтчисон-Денман, 2-й барон Денман (1805—1894), в 1876 году с королевского разрешения принял дополнительную фамилию «Эйтчисон», которую носил его тесть Джеймс Эйтчисон. Ему наследовал его внучатый племянник, Томас Денман, 3-й барон Денман (1874—1954). Он был внуком достопочтенного Ричарда Денмана, младшего сына 1-го барона Денмана. Он занимал должности лорда в ожидании (1905—1907), капитана почетного корпуса джентльменов (1907—1911) и генерал-губернатора Австралии (1911—1914). Ему наследовал его старший сын, Томас Денман, 4-й барон Денман (1905—1971). После его смерти в 1971 году титул унаследовал его двоюродный брат, сэр Чарльз Денман, 2-й баронет из Стэффилда (1916—2012), который стал 5-м бароном Денманом.
Титул баронета из Стэффилда в графстве Камберленд (Баронетство Соединённого королевства) был создан в 1945 году для достопочтенного Ричарда Дугласа Денмана (1876—1957), младшего брата 3-го барона Денмана. Он представлял в Палате общин Великобритании Карлайл от либеральной партии (1910—1918) и Центральный Лидс от лейбористской партии (1929—1945). Его сменил его сын, вышеупомянутый Сэр Чарльз Спенсер Денман, 2-й баронет (1916—2012), который в 1971 году унаследовал титул 5-го барона Денмана. Он безуспешно баллотировался от консервативной партии в Палату общин от Центрального Лидса в 1945 году. Его сменил его сын, Ричард Томас Стюарт Денман, 6-й барон Денман (род. 1946).

## Бароны Денман (1834)
- 1834—1854: Томас Денман, 1-й барон Денман[англ.] (23 февраля 1779 — 22 сентября 1854), сын доктора Томаса Денмана (1733—1815)
- 1854—1894: Томас Эйтчисон-Денман, 2-й барон Денман[англ.] (30 июля 1805 — 9 августа 1894), старший сын предыдущего
- 1894—1954: Томас Денман, 3-й барон Денман (16 ноября 1874 — 24 июня 1954), старший сын достопочтенного Ричарда Денмана (1842—1883), внук достопочтенного Ричарда Денмана (1814—1887), правнук 1-го барона Денмана
- 1954—1971: Томас Денман, 4-й барон Денман (2 августа 1905 — 21 марта 1971), единственный сын предыдущего
- 1971—2012: Чарльз Спенсер Денман, 5-й барон Денман (7 июля 1916 — 21 ноября 2012), старший сын сэра Ричарда Дугласа Денмана, 1-го баронета (1876—1857), внук достопочтенного Ричарда Денмана (1842—1883), правнук достопочтенного Ричарда Денмана (1814—1887), праправнук 1-го барона
- 2012 — н. в.: Ричард Томас Стюарт Денман, 6-й барон Денман (род. 4 октября 1946), старший сын предыдущего
  - Наследник титула: достопочтенный Роберт Денмен (род. 15 декабря 1995), единственный сын предыдущего.

## Баронеты Денман из Стэффилда (1945)
- 1945—1957: Сэр Ричард Дуглас Денман, 1-й баронет[англ.] (24 августа 1876 — 22 декабря 1957), второй сын достопочтенного Ричарда Денмана (1842—1883), внук достопочтенного Ричарда Денмана (1814—1887), правнук 1-го барона Денмана
- 1957—2012: Сэр Чарльз Спенсер Денман, 2-й баронет (7 июля 1916 — 21 ноября 2012), старший сын предыдущего, 5-й барон Денман с 1971 года.